# Charlene Tilton
Pour les articles homonymes, voir Tilton.
Charlene L. Tilton est une actrice et chanteuse américaine, née le 1er décembre 1958 à San Diego en Californie.

## Biographie
Charlene Tilton est surtout connue pour avoir joué Lucy Ewing dans la série Dallas de 1978 à 1985 et de 1988 à 1990.
En plus de plusieurs apparitions dans diverses émissions de télévision, Charlene L. Tilton a aussi joué dans différents longs métrages qui n'ont toutefois pas eu de succès.
Elle est aussi chanteuse, elle a interprété quelques-unes de ses compositions dans un épisode de Dallas en 1978. Elle a aussi sorti un single en 1984 qui a été un succès dans quelques pays européens notamment en Allemagne.
Elle a fait un certain nombre de publicités dans les années 1990 pour l'équipement d'entraînement Abdominizer. En 1994, elle apparaît dans un épisode de Mariés, deux enfants où elle joue son propre rôle et vante justement le Abdominizer.
En 2005, elle est apparue dans l'émission de télé-réalité britannique The Farm.
Charlene L. Tilton a été mariée au chanteur de country Johnny Lee de 1982 à 1984 et à Domenick Allen de 1985 à 1992. Elle a une fille, Cherish, née en 1982.

## Filmographie

### Cinéma
- 1976 : Un vendredi dingue, dingue, dingue (Freaky Friday) de Gary Nelson : Bambi
- 1978 : Big Wednesday de John Milius : la deuxième fille à la fête
- 1978 : Sweater Girls de Donald M. Jones : Candy
- 1980 : Pale Horse Pale Rider de Robert Martin Carroll : Miranda
- 1990 : Randado, ville sans loi (Border Shoutout) : Edith Hanasain
- 1991 : For Parents Only de Bill Shepherd : Mme Farell
- 1991 : Junior le terrible 2 (Problem Child 2) de Brian Levant : Debbie Claukinski
- 1992 : Center of the Web de David A. Prior : Kathryn Lockwood
- 1992 : Deadly Bet de Richard W. Munchkin : Isabella
- 1994 : Le Silence des jambons (Il Silenzio dei prosciutti) d'Ezio Greggio : Jane Wine
- 1998 : Detonator de Garrett Clancy : Gail Davies
- 2001 : Totally Blonde de Andrew Van Slee : la directrice de l'école blonde
- 2003 : Zombie Rights de James Cude : Host
- 2005 : A Distant Thunder de Jonathan Flora : Susan
- 2008 : Tell Veronica de Brian Pelletier : Veronica Star
- 2008 : Super Héros Movie (Superhero Movie) de Craig Mazin : la mère de Jill

### Télévision
- 1976-1977 : Les Jours heureux (Happy Days) (série télévisée) : Jill Higgins
- 1977 : Huit, ça suffit ! (Eight is enough) (série télévisée) : Wendy Springer
- 1978-1990 : Dallas (série télévisée) : Lucy Ewing Cooper
- 1979 : Diary of a Teenage Hithhiker (téléfilm)
- 1980 et 1985 : La croisière s'amuse (The Love Boat) (série télévisée) : Emily Marcus
- 1980 : Côte Ouest (Knots Landing) (série télévisée) : Lucy Ewing
- 1980 : Laverne et Shirley (série télévisée) : la fille au bar
- 1980 : L'Île fantastique (Fantasy Island) (série télévisée) : Charlotte Johnson
- 1982 : La Chute de la maison Usher (The Fall of the House of Usher) (téléfilm) : Jennifer Cresswell
- 1983 : Hôtel (série télévisée) : Holly Lane
- 1987 : Arabesque (Murder She Wrote) (série télévisée) : Cindy March
- 1993 : Mariés, deux enfants (série télévisée) : Charlene Tilton
- 1995 : Night Stand (série télévisée) : Charlène
- 1995 : Star Witness (téléfilm) : Grace Kelly
- 2007 : Dangereuse convoitise (Point of Entry) (téléfilm) : Helen
- 2012 - 2014 : Dallas (série télévisée) : Lucy Ewing
- 2013 : Le Rôle de sa vie (Reading Writing and Romance) (téléfilm) : Penny
- 2017 : Trois filles et un mariage
- 2020 : Opération "Joyeux Noêl" (téléfilm) : Lyne Marquee